# Бэрдов песочник
Бэрдов песочник (лат. Calidris bairdii) — птица семейства бекасовых. Вид назван в честь американского орнитолога Спенсера Фуллертона Бэрда (1823—1887).

## Описание
Бэрдов песочник достигает длины от 14 до 17 см. Размах крыльев составляет от 40 до 45 см. Вес варьирует от 35 до 40 г.
Верх головы, затылок и спина в брачном наряде тёмные. Все перья имеют красновато-коричневую кайму. Щёки белые с рыжими полосами. Горло белое. Грудь рыжая с полосами от каштанового до коричневого цвета. Брюхо и подхвостье белые. Перья верхней части тела коричневые с более светлой красновато-коричневой каймой. В зимнем наряде оперение бледнее и выглядят в целом бурым. Клюв тонкий, прямой и чёрного цвета, радужины тёмно-коричневые. Ноги чёрные.
У молодых птиц голова и грудь рыжего цвета, на груди больше полос чем у взрослых птиц. Оперение пуховичков сверху серое с тёмно-коричневыми пятнами.

## Распространение
Область распространения вида охватывает территорию от востока России до запада Гренландии. Области гнездования расположены на Чукотском полуострове, острове Врангеля, североамериканском континенте с севера Аляски до Баффиновой Земли и северо-западе Гренландии. Зимой птицы мигрируют в Южную Америку к югу от экватора.
Естественной средой обитания служат сухая тундра у берегов озёр и побережье морей.

## Образ жизни
Птицы живут стаями, численностью, как правило, не более 20—30 особей. В области гнездования самцы конкурируют за гнездовой участок. Самцы с помечают свой участок, вращаясь над ним и при этом громко крича. Он угрожает сопернику, опустив голову с вытянутым вертикально вперёд клювом и растопырив перья.

## Питание

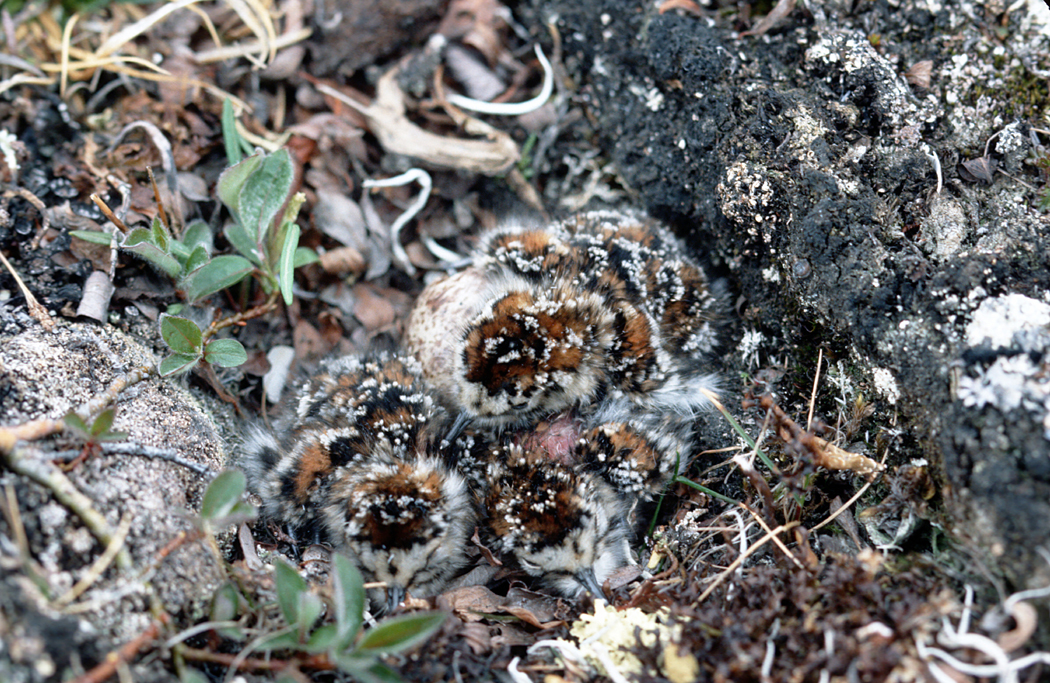
Затаившиеся птенцы хорошо замаскированы.

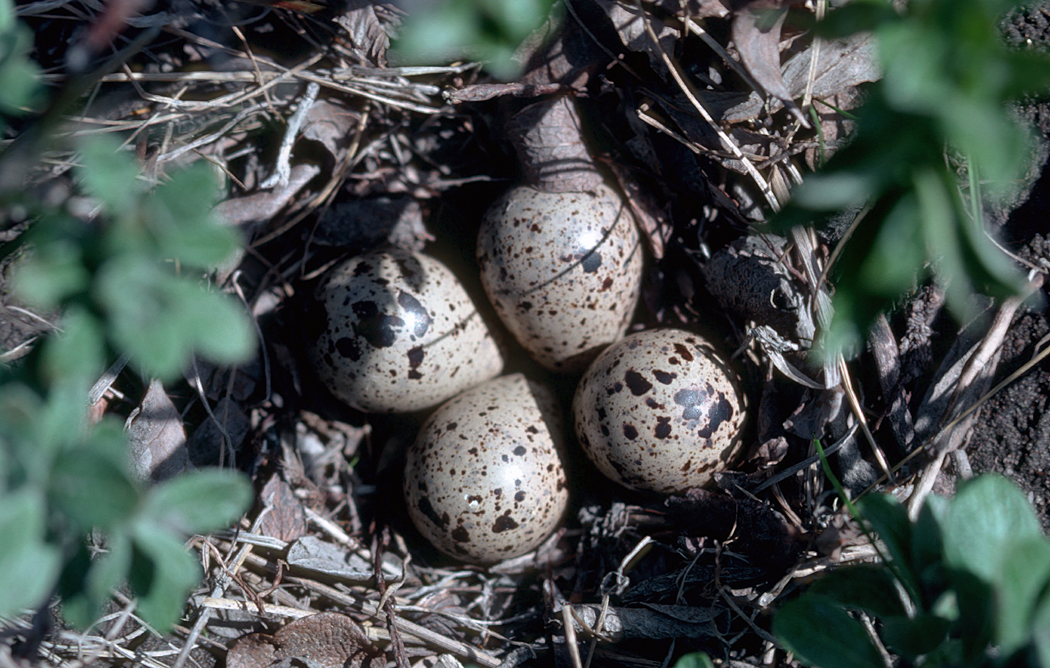
Кладка в гнезде.

Бэрдов песочник питается преимущественно беспозвоночными. Он хватает добычу, проходя быстрым шагом по мелководью. Иногда птица останавливается, чтобы поковыряться во влажном грунте .

## Размножение
Птицы моногамны. Гнездо представляет собой ямку между галькой или между пучками растений. В кладке 4 яйца. Они бледно-серого, от кремового до тёмно-оливкового или красно-коричневого цвета с тёмными или красноватыми пятнами. Инкубационный период составляет от 15 до 20 дней. Птенцы становятся самостоятельными в возрасте от 15 до 20 дней. В возрасте одного или двух лет птицы становятся половозрелыми .